# Marktzeuln

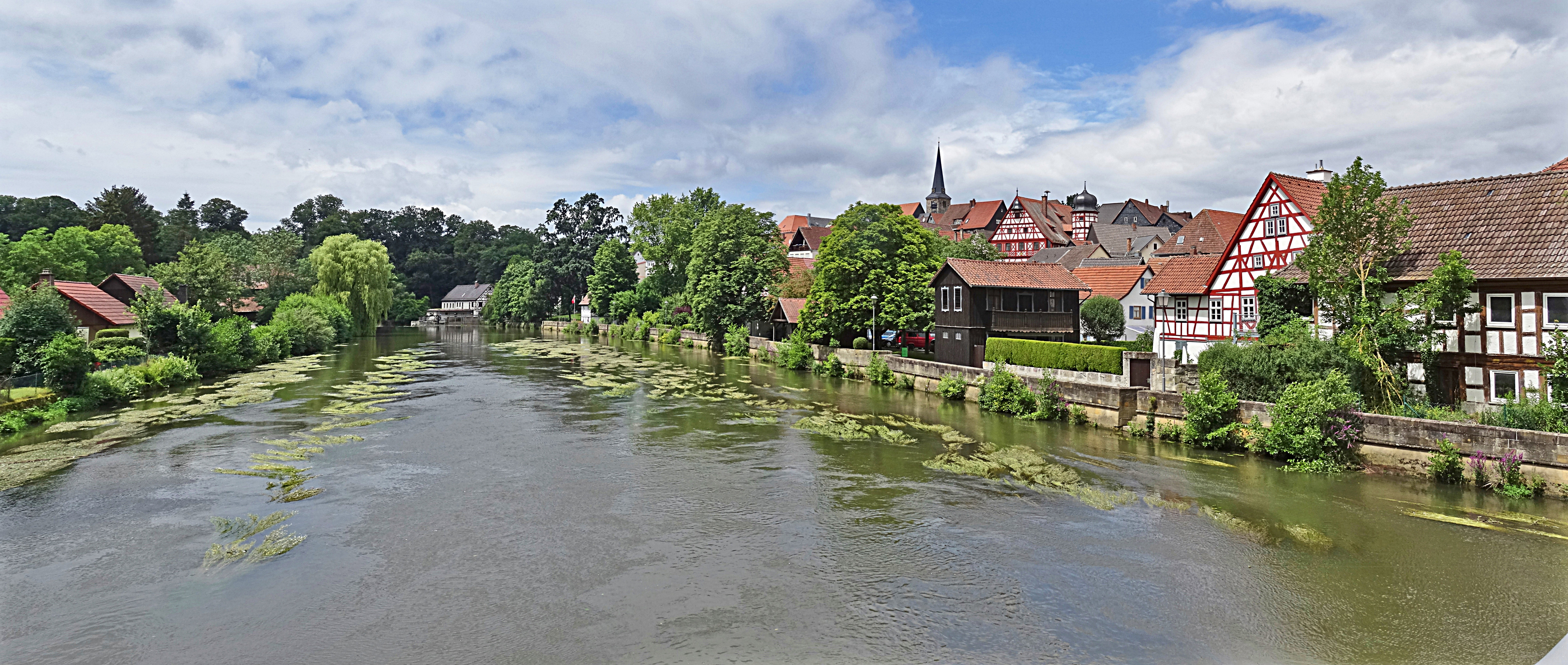
Die Rodach in Marktzeuln

Marktzeuln ist ein Markt im oberfränkischen Landkreis Lichtenfels und der Sitz der Verwaltungsgemeinschaft Hochstadt-Marktzeuln.

## Geografie

### Geografische Lage
Marktzeuln ist ein Marktflecken, der im nördlichen Teil Oberfrankens oberhalb der Rodachmündung, zwischen dem Kulbitzberg und dem Spitzberg, im Landkreis Lichtenfels liegt und mit den Ortsteilen Zettlitz und Horb 1650 Einwohner zählt. Seiner historischen Siedlungsform nach ist Marktzeuln ein typisches Haufendorf. Es gilt als einer der schönsten Fachwerkorte Frankens. Kunstvolles Schnitzwerk und klassisches Holzgefüge zieren die verwinkelten Häuserzeilen im Dorfkern. Die gestaffelten Fachwerkbauten entlang dem Rodachufer entstammen großteils dem 17. Jahrhundert. Die gotisch-barocke Pfarrkirche (15.–17. Jahrhundert) und das barocke Rathaus in Fachwerkbauweise beherrschen das Ortsbild, das als Ensemble seit 1975 in der Bayerischen Denkmalliste eingetragen ist. Marktzeuln liegt am Fluss Rodach, an dem an einem Wehr zwei Mühlen liegen, die Angermühle, (links, bis in die 1950er Jahre eine Kunstmühle) und die Heinzenmühle (rechts, heute Wasserkraftwerk).

### Gemeindegliederung
Es gibt drei Gemeindeteile (in Klammern ist der Siedlungstyp angegeben):
- Horb am Main (Dorf)
- Marktzeuln (Hauptort)
- Zettlitz (Dorf)

## Geschichte

### Bis zum 18. Jahrhundert
Marktzeuln, das ungefähr 1660 Einwohner zählt, ist als thüringisch-fränkische Gründung in der Mitte des achten Jahrhunderts eine der ältesten Ortschaften am Obermain. Der Name Zeuln, vom Althochdeutschen cyl herkommend, bedeutet Dickicht bzw. Gesträuch. Zeuln (Cylen) ist dementsprechend als Ansiedlung am Uferdickicht der Rodach zu bestimmen. Im Jahr 1070 wurde Cylen in einer Traditionsnotiz des Bamberger Bischofs Hermann I. über eine Schenkungsurkunde der Gräfin Alberada von Banz erstmals urkundlich erwähnt, mit der sie Cylen und sechs weitere Ortschaften dem Bamberger Bischofsstuhl übereignete. Im Bamberger Urbar A heißt es 1327 im Hinblick auf die Grundherrschaft des Bamberger Bischofs: „Episcopalis est Zeuln“. Sämtliche Rechte, Titel und Privilegien wurden Zeuln von den Fürstbischöfen von Bamberg, zu deren Staatswesen Zeuln von 1070 bis 1803 gehörte, gewährt: 1348 die kommunale Selbständigkeit mit einem eigenen Schultheißen, das Fischereirecht, Jagdrecht und Zollrecht, 1402 das Braurecht, 1497 die wehrhafte Befestigung des Ortes, um 1500 die Dorfordnung samt niederer Gerichtsbarkeit, Siegelrecht und Wappenrecht (auf grünem Zweig sitzende aufrechte schwarze Eule auf weißem Grund), 1523 das Marktrecht, von 1576 bis 1578 das erste Rathaus, 1630, von 1682 und 1706 jeweils zwei weitere Märkte, von 1689 bis 1695 das zweite Rathaus. Kirchlich privilegierten die Fürstbischöfe von Würzburg, zu deren Diözese Zeuln von 741 bis 1808 zählte, den Ort, indem sie um 1330 den Bau einer eigenen Kirche erlaubten, 1416 ein Frühmessbenefizium, 1482 eine Pfarrvikarie, 1510 eine eigenständige Pfarrei errichteten und von 1699 bis 1701 die Pfarrkirche durch ein neues repräsentatives Kirchenschiff erweitern ließen.

### 19. bis 21. Jahrhundert
In bayerischer Zeit (seit 1803) hatte Zeuln, das ab 1811 amtlich Markt-Zeuln hieß und seit 1889 Markt Marktzeuln heißt, von 1818 bis 1827 den Rang einer städtischen Magistratsgemeinde und wird seither der kommunalen Klasse der Märkte zugerechnet. Die Einwohnerzahl betrug im Jahr 1840 1026. Im Jahr 1980 wurde die Verwaltungsgemeinschaft Hochstadt-Marktzeuln gebildet. Kirchlich gehört die Zeulner St.-Michaels-Pfarrei seit 1808 zur Diözese bzw. seit 1817 zur Erzdiözese Bamberg. Die Pfarrei besteht aus dem Pfarrort Marktzeuln und dem Filialdorf Zettlitz.

### Eingemeindungen
Im Zuge der Gebietsreform in Bayern erfolgte am 1. Juli 1977 die Eingemeindung der Gemeinde Zettlitz mit den Gemeindeteilen Zettlitz und Horb.

### Einwohnerentwicklung
Im Zeitraum 1988 bis 2018 verringerte sich die Einwohnerzahl geringfügig von 1530 auf 1525 um 5 bzw. um 0,3 %. Am 31. Dezember 2003 hatte Marktzeuln 1786 Einwohner.

## Politik

### Marktgemeinderat
Der Marktgemeinderat hat zwölf Mitglieder. Die Kommunalwahl am 15. März 2020 führte bei einer Wahlbeteiligung von 60,5 % zu folgendem Ergebnis:
| 2020          | CSU    | SPD    | UBMz*  | Gesamt   |
| Sitze         | 4      | 3      | 5      | 12 Sitze |
| Stimmenanteil | 33,2 % | 22,9 % | 42,8 % | 100 %**  |

* Unabhängige Bürger Marktzeuln     ** nach Korrektur von Rundungsdifferenzen
Zusätzlich gehört der Erste Bürgermeister dem Marktgemeinderat an.

### Bürgermeister
Erster Bürgermeister ist seit 2008 Gregor Friedlein-Zech (Unabhängige Bürger). Dieser wurde bei der Kommunalwahl 2020 mit 89,8 % der gültigen Stimmen für eine dritte Amtszeit gewählt.

### Wappen
| Wappen von Marktzeuln | Blasonierung: „Vor silbernem Schild eine auf einem waagrechten, grünen Zweig sitzende schwarze Eule“ |
| Wappen von Marktzeuln | |

## Kultur und Sehenswürdigkeiten

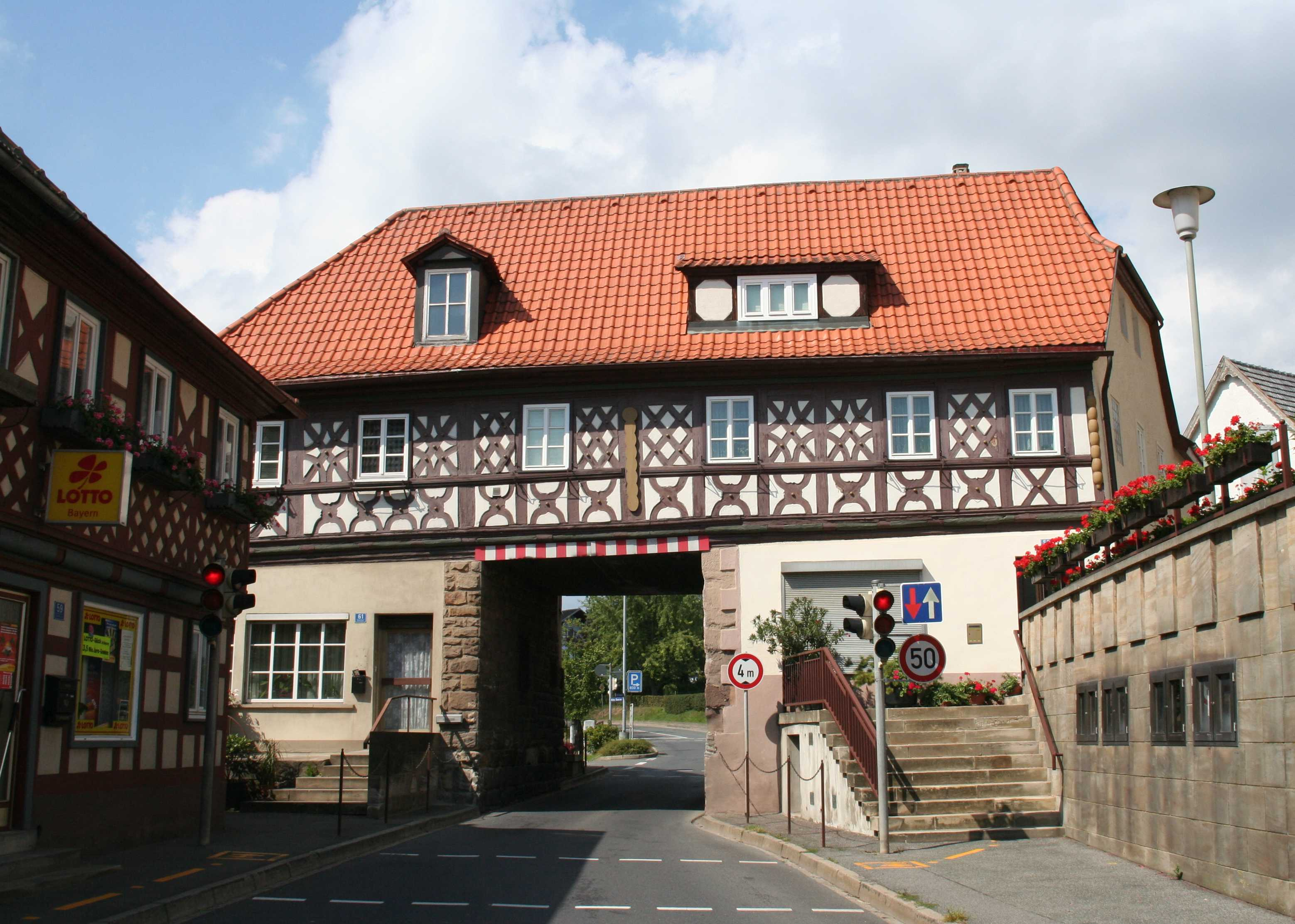
Torhaus um 17. Jahrhundert

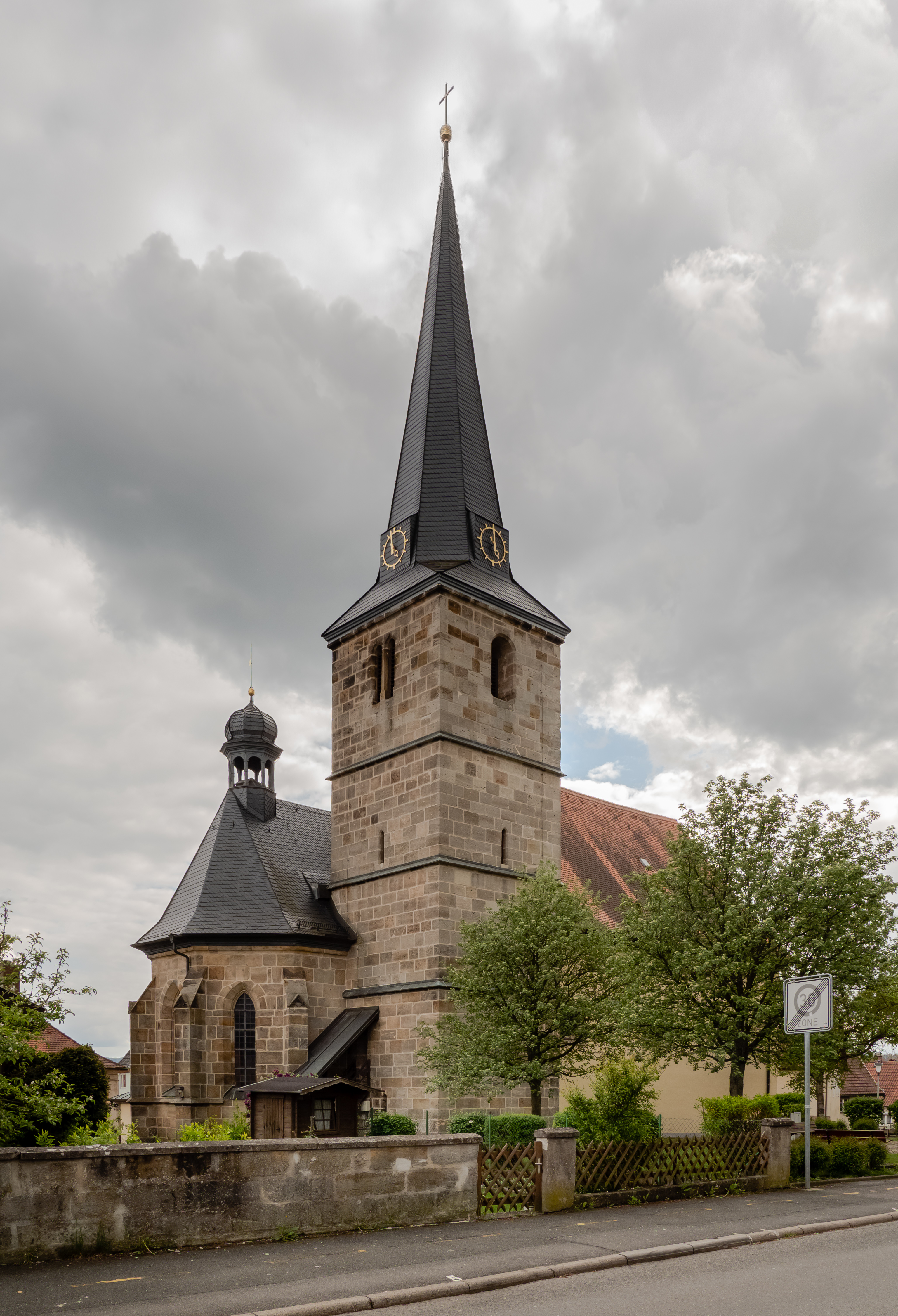
Katholische Pfarrkirche St. Michael

### Baudenkmäler
Entlang der ansteigenden Hauptstraße stehen Fachwerkhäuser, etwa in der Mitte das repräsentative Fachwerkrathaus mit einem Turm. Am oberen Ende schließt ein Torhaus das Ensemble ab. Das Fachwerkensemble steht unter Denkmalschutz.

### Regelmäßige Veranstaltungen
- Jeden zweiten Sonntag im Monat findet im Ort einer der größten Warenmärkte der Umgebung statt. Viele Fieranten bieten Waren von Obst und Gemüse über Kleidung bis hin zu Haushaltswaren und Spielsachen an.
- Am Fronleichnamsfest und am Vorabend veranstaltet der Musikverein Marktzeuln im Biergarten am vereinseigenen Musikheim sein alljährliches Musikfest.
- Ende Juni findet am Festplatz am alten Schießhaus das „Zeulner Freischießen“ genannte Schützenfest statt. Beliebt ist dieser Festplatz wegen seines Bestands an alten Kastanienbäumen, die den Besuchern Schatten spenden. Für das Freischießen baut der Schützenverein eine Holzbrücke über die Rodach, über die die Besucher zu den Fahrgeschäften auf der anderen Flussseite gelangen.
- Am zweiten Wochenende im August (Freitag bis Sonntag) veranstaltete die Freiwillige Feuerwehr bisher das sogenannte Rodachfest auf der Liebesinsel im Flussbett der Rodach. Der in der Flussmitte installierte Springbrunnen wurde nachts farbig beleuchtet. Wegen Personalmangel kann die Feuerwehr das Fest vorerst nicht mehr durchführen.[10]
- Alle regelmäßigen Feste in Marktzeuln finden ohne Zelt statt.

## Verkehr
Der Bahnhof Hochstadt-Marktzeuln liegt an der Bahnstrecke Bamberg–Hof und ist Ausgangspunkt der Bahnstrecke Hochstadt-Marktzeuln–Probstzella. Durch Marktzeuln verläuft der Fränkische Marienweg.

## Persönlichkeiten
- Georg Partheymüller (1892–1977), Müller, landwirtschaftlicher Unternehmer, Politiker
- Otto Hug (1913–1978), Arzt und Strahlenbiologe
- Ulrike Hofmann-Paul (* 10. Januar 1951 in Marktzeuln), Verlagsleiterin und Autorin
- Manuel Stark  (* 26. November 1992 in Lichtenfels (Oberfranken)), Journalist und Autor, wuchs in Marktzeuln auf